# Who See
Who See?, cunoscuți și ca Who See Klapa, este o formație muzicală originară din Muntenegru formată din Dejan Dedović (Dedduh), din Kotor și Mario Đorđević (Noyz), din Herceg Novi. Trupa a fost formată încă din ani 2000 însă nu au avut prea mult succes. Tot în 2000 ei și-au înregistrat primul lor cântec demo "Dim po dim" (Puf după puf). În anul 2007 ei și-au lansat și albumul lor de debut Sviranje kupcu.

## Solo
În timpul liber cei doi membri ai formației au făcut propriile lor melodi.  Dedduh a înregistrat melodia "Kakav ćemo refren?" în colaborare cu repperul sârb  Ajs Nigrutin. Noyz a înregistrat în colaborare cu Ajs Nigrutin și Timbe melodia "Niđe hedova masnija".

## Eurovision 2013
"RTCG" a anunțat în Decembrie2012 că Who See? va reprezenta Muntenegru în Concursul Muzical Eurovision 2013 din Malmö.

## Albume
- Sviranje kupcu (2006)
- Krš i drača (2012)

### Singles
- S kintom tanki (Bani puțini) (2007)
- Pješke polako (Mers încet) (2007)
- Put pasat (A trece strada)(2008)
- Kad se sjetim (Când îmi aduc aminte) (2009)
- Rođen srećan (Născut norocos)

#### Solo
Dedduh:
- Kakav ćemo refren? – în colaborare cu Ajs Nigrutin
- Nisi sa mnom – în colaborare cu Labia
- Ako ćeš betlat – în colaborare cu Labia
- Rep s primorija –în colaborare cu  Barska Stoka
- Robinja
- Balkan brdo tvrdo (2008)
- Brm, Brm –în colaborare cu  Sever(2009)
- Skoro Svi – în colaborare cu naVAMga (2010)

Noyz:
- Niđe hedova masnija – în colaborare cu Ajs Nigrutin și Timbe
- Fantastična četvorka (2008) – în colaborare cu Barska Stoka
- 200 kila vutre (2009) – în colaborare cu Ajs Nigrutin și Bvana